# Bond megye
Bond megye az Amerikai Egyesült Államokban, azon belül Illinois államban található. Megyeszékhelye és legnagyobb városa Greenville. Lakosainak száma 16 725 fő (2020. április 1.). Bond megye Montgomery, Fayette, Clinton és Madison megyékkel határos.

## Népesség
A megye népességének változása:
| Lakosok száma | 17 773 | 17 722 | 17 612 | 17 470 | 16 950 | 16 725 |
|               | 2010   | 2011   | 2012   | 2013   | 2015   | 2020   |